# David Oku
David Oku (Midwest City, ...) è un ex giocatore di football americano e allenatore di football americano statunitense, già runningback.
Dopo aver giocato per due squadre universitarie è passato ai Tirol Raiders e successivamente ai Dalian Dragon Kings e ai Saarland Hurricanes.
Dopo il ritiro dal football giocato è diventato allenatore dei Tirol Raiders, ruolo che ha rivestito fino al 2020.

## Palmarès

### Come giocatore
- Austrian Bowl (Tirol Raiders: 2015)

### Come allenatore
- Austrian Bowl (Tirol Raiders: 2018, 2019)
- CEFL Bowl (Tirol Raiders: 2018, 2019)
- Superfinal (Tirol Raiders: 2018)
- ECTC Championship Game (Tirol Raiders: 2019)